# Theuremaripa imitatrix
Theuremaripa imitatrix är en skalbaggsart som beskrevs av Friedrich Ohaus 1903. 
Theuremaripa imitatrix ingår i släktet Theuremaripa och familjen Rutelidae. Inga underarter finns listade i Catalogue of Life.